# Trachidermus
Trachidermus is een monotypisch geslacht van straalvinnige vissen uit de familie van donderpadden (Cottidae).

## Soort
- Trachidermus fasciatus Heckel, 1837